# 韋斯特伯勒 (麻薩諸塞州普查規定居民點)
韋斯特伯勒（英語：Westborough）是位於美國麻薩諸塞州烏斯特縣的一個普查規定居民點。

## 人口
根據2020年美國人口普查的數據，韋斯特伯勒的面積為4.93平方千米，當中陸地面積為4.89平方千米，而水域面積為0.04平方千米。當地共有人口4255人，而人口密度為每平方千米863.08人。